# The Problem with Popplers
«The Problem with Popplers» (укр. «Проблема з по́плерсами») — п'ятнадцята серія другого сезону анімаційного серіалу «Футурама», що вийшла в ефір у Північній Америці 7 травня 2000 року.
Автор сценарію: Патрик Верроне (автор сюжету: Девід Генрі).
Режисери: Кріс Сов і Грег Ванзо.

## Сюжет
Під час повернення з Планети Халявщиків на кораблі «Міжпланетного експреса» закінчується провіант. У пошуках їжі команда висаджується на невідому планету, де вони знаходять загадковий продукт тваринного походження, що має неперевершений смак (Фрай і Ліла буквально не можуть відірватися від нього). Повернувшись на Землю, вони пропонують скуштувати таємничий продукт своїм друзям, і ті також у захваті від нього. Після того, як Гермес, звірившись із базою даних, повідомляє, що єдиними незареєстровими торговими іменами є «жоплерси» і «поплерси», останнє стає назвою нового делікатесу.
Продаж поплерсів, які швидко набувають популярності серед населення Землі (а також викликають справжню залежність), стає новим родом занять компанії, яка навіть перейменовується на «Поплерс-експрес». Будівлю компанії пікетують активісти руху захисту прав тварин на чолі з хіппі Фрі Вотерфолом-молодшим, проте команда ігнорує їх. Але раптом з'ясовується, що поплерси є личинковою стадією раси омікроніанців. Це виявляє Ліла, після того як один із поплерсів оживає у неї в руці. Команда починає відчайдушно агітувати покупців покинути споживання поплерсів (що не має великого успіху, зокрема через підривну діяльність Бендера). Ліла і Фрі Вотерфол-молодший беруть участь у телешоу, де намагаються переконати людство не їсти поплерсів. Трансляція переривається через прибуття космічних кораблів з планети Омікрон Персей VIII під проводом Лррра. Інопланетяни вимагають справедливості, яка, на їхню думку, полягає в тому, щоби їм було дозволено з'їсти стільки ж землян, скільки поплерсів було поглинуто землянами. Оскільки число людей є в багато разів меншим за число вжитих у їжу поплерсів, омікроніанці міняють свої вимоги. Вони вирішують з'їсти того, хто першим скуштував поплерсів, тобто Лілу. Акт споживання має відбутися публічно, в прямому ефірі телебачення.
Для того, щоби ввести омікроніанців в оману, Запп Бренніґан пропонує підмінити Лілу мавпою, яка, на його думку, «виглядає точнісінько, як Ліла». Спершу омікроніанців удається збити з пантелику, оскільки вони майже не відрізняють одну людину від іншої. Але план зриває Фрі Вотерфол-молодший, який вибігає на сцену з криками про те, що їсти невинну мавпу не є справедливим. Зрозумівши підміну, Лррр вимагає справжньої Ліли. За мить до того, як він має проковтнути її, з'являється юний омікроніанець Дзюррр — той самий що ожив у руках Ліли. Дзюррр стрибає Лілі до рота і проголошує коротку промову, яка переконує всіх не їсти розумних істот. Омікроніанці залишають Землю, але перед тим Лррр ковтає Фрі Вотерфола-молодшого і через це швидко впадає в стан наркотичного сп'яніння.
Серія закінчується сценою, в якій команда «Міжпланетного експреса» відзначає порятунок людства розкішним бенкетом, на якому подаються страви з різних нерозумних тварин, включно з дельфіном, про якого Бендер каже, що той не може вважатися розумним, оскільки «спустив усі свої гроші на миттєву лотерею».

## Послідовність дії
В цій серії вперше з'являється один з членів родини Фрі Вотерфолів, якого озвучує актор Філ Гендрі. Він же озвучує Фрі Вотерфола-старшого в серії «The Birdbot of Ice-Catraz», а також Старого Вотерфола і Фріду Вотерфол у серії «A Taste of Freedom».

## Пародії, алюзії, цікаві факти
- Ресторан «Рибний Джо», в якому подають поплерсів, є алюзією на реальну мережу ресторанів «Крабовий Джо» (Crabby Joes) у Канаді.
- Гасло на ресторані «Рибний Джо» («продано 3,8×1010») пародіює подібне гасло («продано більше 200 мільйонів») мережі Мак-Дональдз.
- Епізод, в якому Ліла врізається на кораблі в рекламний телеекран, є автопародією (пародіює сцену, з якої починається кожна серія). Фрай зауважує: «Це вже вдруге за тиждень».

## Особливості українського перекладу
- Пробуючи поплерси вперше, Фрай каже: «Вони, як секс, тільки як справжній!» (англ. They're like sex, except I'm having them!)
- Бендер пропонує назвати новий продукт «сралі» («вони схожі на частинки спіралі»). Ліла зауважує, що «ця назва схожа на слово, яким колись називали негарних, паскудних дівчат — кралі».
- Одне з гасел пікетувальників «Міжпланетного експреса»: «Поплерси — не каперси».
- У розмові з Заппом Бренніґаном Ліла називає Фрая і Бендера «Ту́пиком» і «Ду́рником». Згодом Запп саме так до них і звертається.